# MTV Video Music Award al miglior video di un artista maschile
L'MTV Video Music Award al miglior video maschile (MTV Video Music Award for Best Male Video) era un premio assegnato annualmente a partire dal 1984 fino al 2016 nell'ambito degli MTV Video Music Awards.

## Vincitori e candidati
I vincitori sono indicati in grassetto.

### Anni 2000
- 2000
  - Eminem - The Real Slim Shady
  - D'Angelo - Untitled (How Does It Feel)
  - Kid Rock - Cowboy
  - Ricky Martin - Shake Your Bon-Bon
  - Moby - Natural Blues
- 2001
  - Moby (featuring Gwen Stefani) - South Side
  - Eminem (featuring Dido) - Stan
  - Lenny Kravitz - Again
  - Nelly - Ride wit Me
  - Robbie Williams - Rock DJ
- 2002
  - Eminem - Without Me
  - Craig David - Walking Away
  - Elton John - This Train Don't Stop There Anymore
  - Enrique Iglesias - Hero
  - Nelly - Number One
  - Usher - U Got It Bad
- 2003
  - Justin Timberlake - Cry Me a River
  - 50 Cent - In da Club
  - Johnny Cash - Hurt
  - Eminem - Lose Yourself
  - John Mayer - Your Body Is a Wonderland
- 2004
  - Usher (featuring Lil Jon e Ludacris) - Yeah!
  - Jay-Z - 99 Problems
  - Prince - Musicology
  - Justin Timberlake - Señorita
  - Kanye West (featuring Syleena Johnson) - All Falls Down
- 2005
  - Kanye West - Jesus Walks
  - 50 Cent - Candy Shop
  - Beck - E-Pro
  - John Legend - Ordinary People
  - Usher - Caught Up
- 2006
  - James Blunt - You're Beautiful
  - Busta Rhymes (featuring Mary J. Blige, Rah Digga, Missy Elliott, Lloyd Banks, Papoose e DMX) - Touch It Remix
  - Nick Lachey - What's Left of Me
  - T.I. - What You Know
  - Kanye West (featuring Jamie Foxx) - Gold Digger
- 2007
  - Justin Timberlake
  - Akon
  - Robin Thicke
  - T.I.
  - Kanye West
- 2008
  - Chris Brown - With You
  - Flo Rida (featuring T-Pain) - Low
  - Lil Wayne (featuring Static Major) - Lollipop
  - T.I. - No Matter What
  - Usher (featuring Young Jeezy) - Love in This Club
- 2009
  - T.I. (featuring Rihanna) - Live Your Life
  - Eminem - We Made You
  - Jay-Z - D.O.A. (Death of Auto-Tune)
  - Ne-Yo - Miss Independent
  - Kanye West - Love Lockdown

### Anni 2010
- 2010
  - Eminem - Not Afraid
  - B.o.B (featuring Hayley Williams) - Airplanes
  - Jason Derulo - In My Head
  - Drake - Find Your Love
  - Usher (featuring will.i.am) - OMG
- 2011
  - Justin Bieber - U Smile
  - Eminem (featuring Rihanna) - Love the Way You Lie
  - Cee Lo Green - Fuck You!
  - Bruno Mars - Grenade
  - Kanye West (featuring Rihanna e Kid Cudi) - All of the Lights
- 2012
  - Chris Brown - Turn Up the Music
  - Justin Bieber - Boyfriend
  - Drake (featuring Rihanna) - Take Care
  - Frank Ocean - Swim Good
  - Usher - Climax
- 2013
  - Bruno Mars - Locked Out of Heaven
  - Kendrick Lamar - Swimming Pools (Drank)
  - Ed Sheeran - Lego House
  - Robin Thicke  (featuring T.I. e Pharrell Williams) - Blurred Lines
  - Justin Timberlake - Mirrors
- 2014
  - Ed Sheeran (featuring Pharrell Williams) - Sing
  - Eminem (featuring Rihanna) - The Monster
  - John Legend - All of Me
  - Sam Smith - Stay with Me
  - Pharrell Williams - Happy
- 2015
  - Mark Ronson (featuring Bruno Mars) - Uptown Funk
  - Nick Jonas - Chains
  - Kendrick Lamar - Alright
  - Ed Sheeran - Thinking Out Loud
  - The Weeknd - Earned It
- 2016
  - Calvin Harris (featuring Rihanna) - This Is What You Came For
  - Drake - Hotline Bling
  - Bryson Tiller - Don't
  - The Weeknd - Can't Feel My Face
  - Kanye West - Famous